# پیرول
پیرول (به انگلیسی: Pyrrole) یک ترکیب شیمیایی با شناسه پاب‌کم ۸۰۲۷ است. 

## نگارخانه

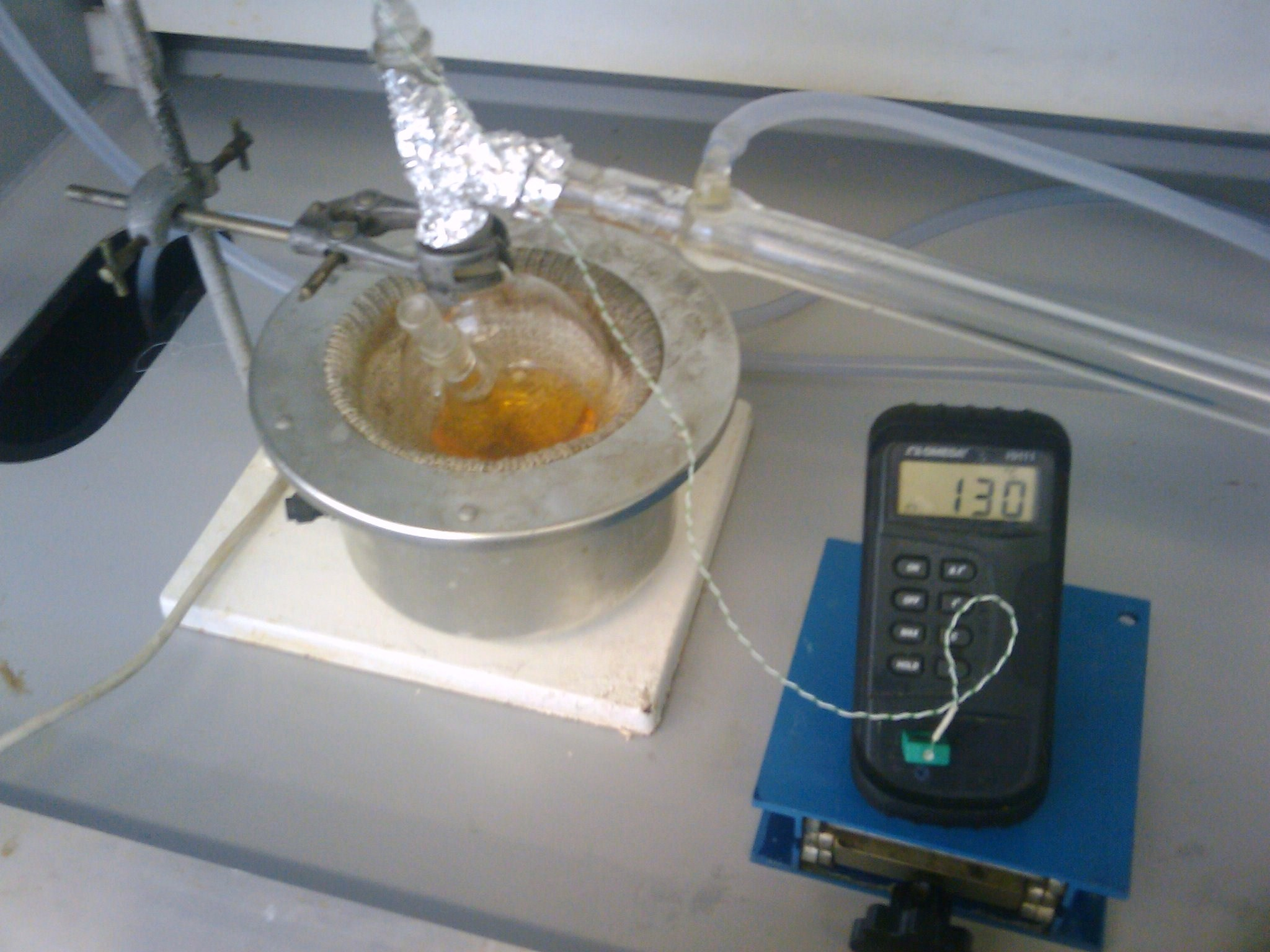
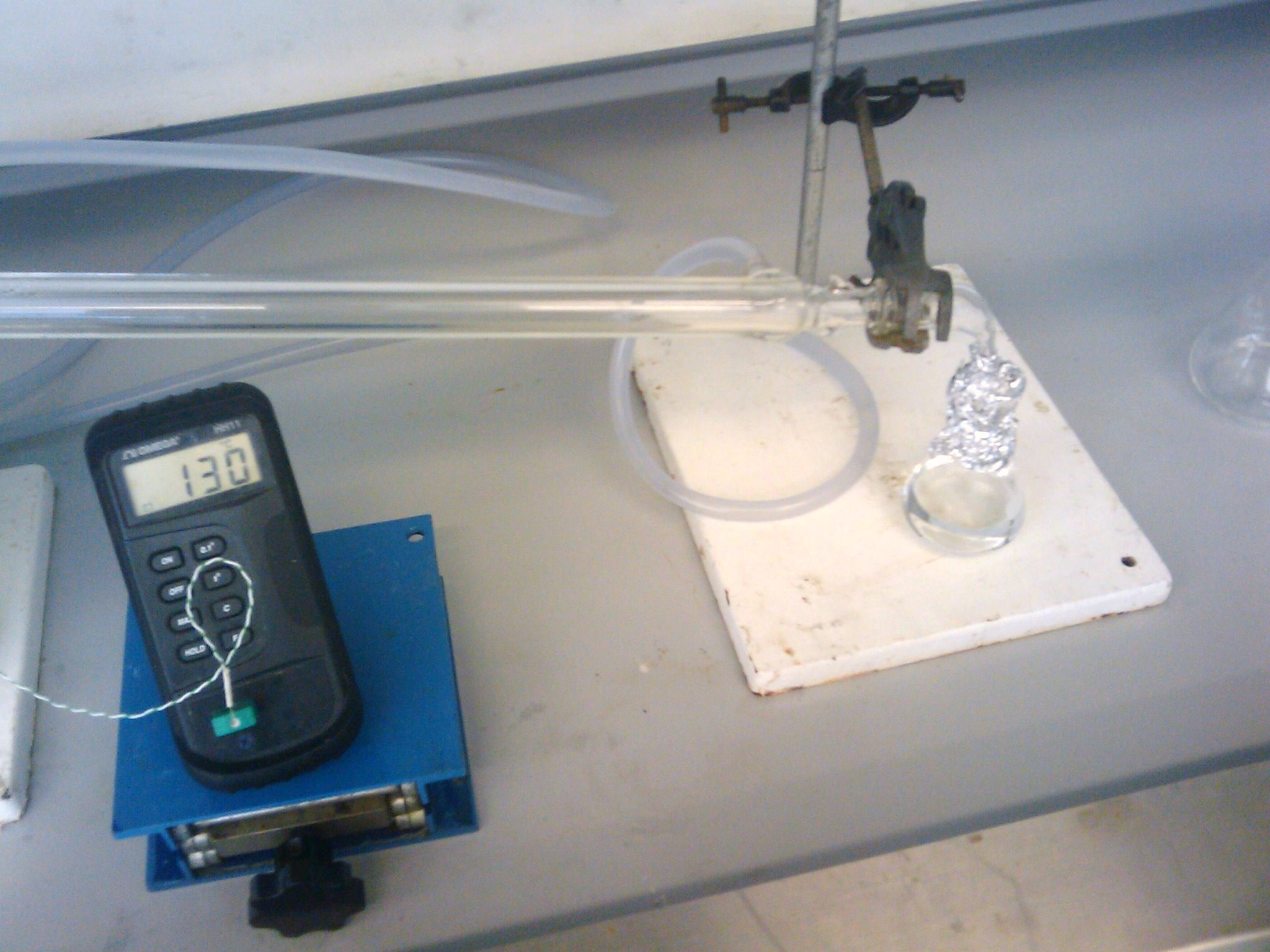